# بندقية أبوس
بندقية أبوس ( بالتركية : Obüs وتعني هاوتزر ) هي شكل مبكر من أشكال المدفعية التي أنشأتها الخلافة العثمانية

## التصميم
في الأساس بنادق هاون, كان عيار الأصغر منها 76 ملم (3 بوصات)، والأكبر منها يبلغ عيارها 230 ملم (9 بوصات، مثل المسامير). لم تكن تلك رصاصات، بل كانت في الحقيقة قذائف هاون محملة في بندقية.

## مقلات ذات صلة
- ميشآب (الة طب)
- كمال (ملاحة)
- عنزة (صاروخ)
- البازيليك (مدفع)